# Steven Wilson
Steven Wilson   (Kingston-upon-Thames, 3 de novembre de 1967) és un músic i productor anglès. Actualment un artista en solitari, es va fer conegut per ser el fundador, vocalista, guitarrista i compositor de la banda Porcupine Tree. És també membre de molts altres grups, i ha col·laborat amb altres bandes com Yoko No, Opeth, King Crimson, Jethro Tull, Yes, Orphaned Land, Pendulum, XTC, Anathema, entre d'altres.

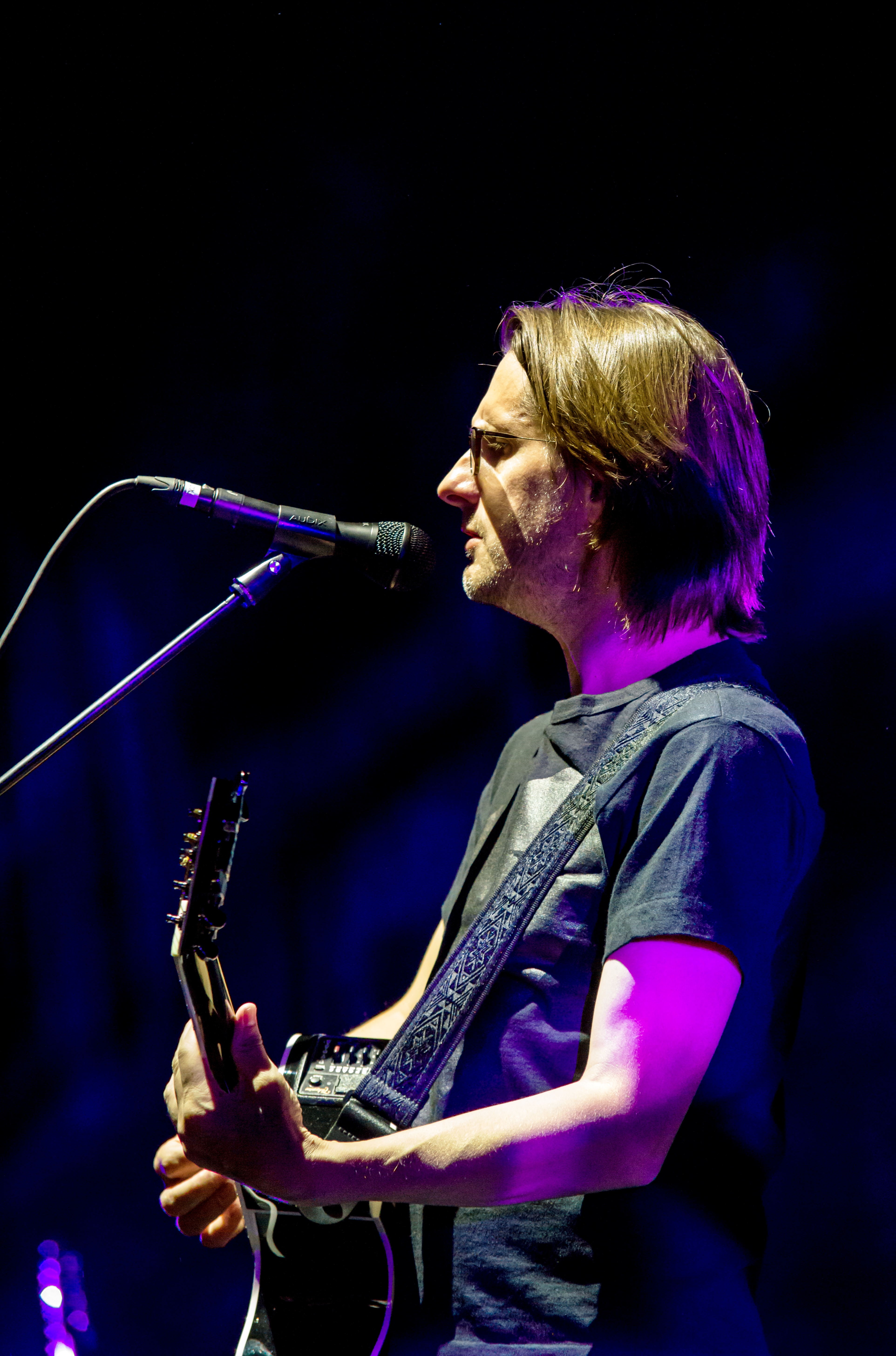
Steve Wilson, Zelt-Musik-Festival 2018 Freiburg, Alemanya

Wilson, autodidacta, és productor i enginyer de so, a més de multi-instrumentista, cantant i tocant tant la guitarra com els teclats. Steven, en la seva música, hi fusiona influències del cinema i la literatura, en un estil que ell mateix denomina rock conceptual, comparant els seus àlbums al fet de veure una pel·lícula o llegir una novel·la. Tot se l'identifica principalment amb el gènere del rock progressiu (etiqueta que ell evita), les seves influències i aventures musicals són extremadament diverses, abastant des de registres propers a la psicodèlia o la música ambiental, passant per la música electrònica, el pop i fins al metal més extrem; degut a aquesta diversitat se l'ha anomenat una personalitat musical bipolar per la imprevisibilitat i evolució de la seva obra. Les seves lletres acostumen a tractar temes molt tristos i a vegades són una crítica implícita a la societat i la tecnologia modernes. Els seus concerts acostumen a ser molt pomposos, incloent-hi so quadrafònic envolvent i elements visuals molt elaborats.
Ha sigut nominat a 4 Premis Grammy, dos d'ells com a membre de Porcupine Tree, en una ocasió com a solista i una altra amb Storm Corrosion El seu últim àlbum d'estudi és To The Bone i va obtenir la posició número 3 en la llista d'èxits oficial del Regne Unit, durant la seva primera setmana. L'any 2015 amb l'àlbum Hand Cannot Erase va rebre tres premis als Progressive Music Awards de Londres, fet que el va portar a ser denominat "rei del rock progressiu" per part de la BBC.
Tot i ser reconegut com un dels compositors més prolífics i aclamats de les dues últimes dècades, gràcies a la seva multifacètica carrera, la popularitat de Steven Wilson s'ha mantingut fora del mainstream, arribant a ser denominat, juntament amb Porcupine Tree, com "la millor banda de què mai has sentit a parlar".

## Biografia

### Primers anys
Steven Wilson va néixer el 3 de novembre de 1967 a Kingston upon Thames, Londres, Anglaterra, i resideix a Hemel Hempstead, Hertfordshire, Anglaterra, des dels sis anys. Wilson va descobrir el seu amor per la música als vuit anys. Això va començar quan els seus pares van intercanviar els discos The Dark Side of the Moon de Pink Floyd i Love to Love You Baby de Donna Summer com a regals d'un Nadal. Els dos estils el van influenciar en la seva forma d'escriure cançons.:
| «               | Vaig créixer amb dues influències musicals molt diferents en la meva vida: el meu pare estava completament centrat en Tubular Bells, The Dark Side of the Moon i el costat més progressiu, i la meva mare més a artistes com Marvin Gaye, Sam Cooke i Donna Summer. | » |
| — Steven Wilson | |   |

 La influència del seu pare va provocar el seu interès pel rock experimental, el rock psicodèlic i el rock progressiu i per als àlbums conceptuals (exemplificat per Porcupine Tree i Blackfield), mentre que els ritmes hipnòtics de Donna Summer van inspirar l'enfocament inicial de la música de No-Man (col·laboració de llarga durada amb el seu amic i músic Tim Bowness), encara que la banda després va desenvolupar un enfocament més meditatiu i experimental.

### Adolescència i primeres bandes
No va passar molt temps fins que Wilson va començar a crear bandes i a tocar en viu amb els seus amics d'escola; el 1981, als dotze/tretze anys va cantar i va tocar guitarra per primera vegada davant d'un públic amb la seva banda Paradox, inspirats en la música metal..
Això no obstant, l'activitat que més el satisfeia era el fet d'experimentar amb sons i enregistraments propis. Aviat el seu gust es va abocar cap al post-punk, la música que sonava mentre creixia, transformant Joy Division, the Cure i Cocteau Twins en les seves bandes favorites, i al mateix temps va començar a submergir-se en el krautrock i en la música psicodèlica per la col·lecció de discs del seu pare i principalment pel germà gran d'un dels seus millors amics, qui tenia àlbums de Hawkwind, Van der graaf generator, o 666 d'Aphrodite's Child, el que dictaria la seva obsessió amb aquesta era i es convertiria en el seu principal enfocament musical. Entre els anys 1983 i 1986 va començar a gravar material per estrenar en els seus projectes. Alguns d'aquests cassets han ressorgit degut a la creixent popularitat de Porcupine Tree. Un d'aquests projectes va ser el duo psicodèlic Altamont (amb Steven Wilson a l'edat de 15 anys treballant al costat de Simon Vockings en els sons electrònics). El seu únic àlbum casset va ser Prayer for a Soul, amb les lletres de l'escenista psicodèlic britànic Alan Duffy, qui després va treballar amb Wilson en dues cançons de Porcupine Tree: «This Long Silence» i «It Will Rain for a Million Years ». Mentre Steven treballava amb Altamont, va estar també a la banda de rock neoprogressiu Karma, amb qui va tocar a la rodalia d'Hertfordshire i va gravar dos cassets: The Joke's On You (1983) i The Last Man To Laugh (1985). Aquests contenien versions primerenques dels temes «Small Fish», «Nine Cats» i «The Joke's On You", que posteriorment van ser ressuscitats com a temes de Porcupine Tree.
Wilson continuaria unint-se a la banda de new wave/AOR Pride of Passion com a teclista, reemplaçant a l'ex-teclista de Marillion Brian Jelliman (un altre antic membre de Marillion, Diz Minnitt, també tocava en la banda). La banda finalment es va separar el 1987.

### Primers èxits
Fins aquest moment, els diversos experiments musicals de Wilson contenien música avantguardista i industrial, psicodèlia i rock progressiu. Ell anava, però, mostrant-se més interessat en la composició de lletres i en la música pop, tal com es va demostrar més tard en els seus següents treballs.
El 1987 Steven Wilson va llançar els dos projectes que començarien a donar-li un nom. El primer d'ells es va anomenar inicialment No Man Is an Island (except The Isle of Man) –en català: Cap home és una illa (excepte l'illa de Man)–, que amb el temps va ser reanomenat com a No-Man. Aquest va començar com un projecte instrumental solista de Wilson, barrejant rock progressiu amb synth pop, subseqüentment avançant cap a l'art pop amb l'adhesió del cantant i lletrista Tim Bowness. El segon projecte, Porcupine Tree –en català: Arbre de porc espí– va començar com un duo de Wilson i el seu amic d'escola Malcolm Stocks (amb Wilson proporcionant la majoria de la instrumentació i Stocks contribuint principalment amb idees, veus addicionals i sons experimentals de guitarra). Wilson va començar experimentant gravant música a casa altament inspirat pel rock psicodèlic dels 60, fins que va tenir el pressentiment que algun dia es podia tornar comercialitzable. 
Durant els següents tres anys, ambdós projectes es van desenvolupar i van evolucionar de manera paral·lela. El 1989 No Man Is An Island va llançar el seu primer senzill comercial, «The Girl From Missouri», a través del segell Plastic Head Records. Mentre Porcupine Tree va produir un augment en la seva reputació underground, amb la publicació de tres maquetas (Tarquin's Seaweed Farm, Love, Death & Mussolini i The Nostalgia Factory) a través de The Freak Emporium (l'ala de distribució per correu del segell psicodèlic britànic Delerium Records). Per a la primera cinta, Steven fins i tot va escriure una introducció a una banda misteriosa (imaginària) anomenada "The Porcupine Tree", suggerint que la banda es va conèixer a principis dels anys 70 en un festival de rock, els membres de la qual havien entrat i sortit reiteradament de la presó (inspirat pel similar Dukes of Stratosphear de XTC).  El fulletó també conté informació sobre els misteriosos membres de la banda com Sir Tarquin Underspoon i Timothy Tadpole-Jones, i membres del personal com Linton Samuel Dawson (les inicials del qual formen LSD). segons Wilson:
| «               | Era un mica per diversió. Però per suposat com qualsevol cosa que comença com una broma, llavors la gent s'ho comença a prendre seriosament!. | » |
| — Steven Wilson | |   |

El 1990 No-Man va evolucionar a un trio de veu/violí/multi-instruments (al costat de la violinista Ben Coleman), que havia incorporat ritmes dance en la seva música art-pop. Ells van llançar el seu segon senzill: «Colours» (una versió de la cançó de 1965 del cantant britànic Donovan). Aquest senzill va guanyar el premi del "Senzill de la setmana" de la revista Melody Maker i li va aconseguir a la banda un contracte d'enregistrament amb el segell independent d'alt perfil, One Little Indian (en aquells moments famós per The Shamen i Björk). El senzill també va aparèixer breument a les llistes de popularitat i, encara que les vendes no van ser excel·lents, Wilson va guanyar credibilitat per la indústria de l'enregistrament (així com el finançament per equipar el seu estudi amb l'equip que necessitava per avançar en la seva música). Fins aquí, Wilson va treballar al voltant de cinc anys com a venedor en una companyia d'ordinadors, treball que li va ensenyar a "tenir la seguretat parar-me al davant de la gent i presentar-me", i aquest contracte li va permetre renunciar per dedicar-se completament a la música. Tot i això va començar a realitzar música per anuncis i programes de televisió durant diversos anys per poder continuar fent música. En aquesta època també va publicar l'àlbum debut oficial de Porcupine Tree, On The Sunday of Life ... (que va recopilar i masteritzar el millor material de les cintes gravades anteriorment).

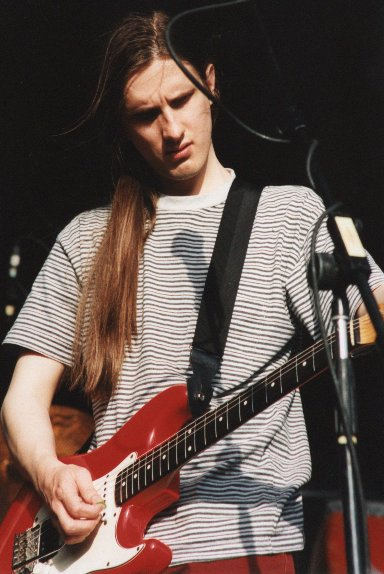
Steven Wilson al Strawberry Fair de Cambridge, 1997

El debut de llarga durada de No-Man –una compilació de pistes d'EP anomenada Lovesighs–An Entertainment– va seguir el 1992, igual que el cèlebre maxi senzill de Porcupine Tree ambientat en l'LSD, «Voyage 34», una peça de trenta minuts que barreja ambient, trance i psicodèlia. Això va ser dut a terme en part per intentar produir el senzill més llarg publicat fins llavors, aconseguint-ho fins que després va ser superat per «Blue Room» de The Orb. Aquest va entrar a la llista de música independent de NME durant sis setmanes. A més, No-Man va realitzar una gira a Anglaterra amb una banda de sis membres, incloent a tres exintegrants de la banda de glam pop Japan - Mick Karn, Steve Jansen i primordialment el teclista Richard Barbieri, qui va formar un vincle amb Wilson al compartir moltes influències tant del món del cinema com del món de la música. El 1993 va suposar la consolidació de Wilson amb el seu èxit inicial amb Up The Downstair de Porcupine Tree i Loveblows & Lovecries - A Confesion de No-Man. Up the Downstair, al què Wilson considera el primer àlbum de Porcupine Tree, ja que a diferència de l'anterior aquest no va ser una recopilació, va ser el primer disc a incloure a l'exmembre de Japan, el teclista Richard Barbieri i el baixista nascut a Austràlia, Colin Edwin, qui era amic des de l'escola de Wilson. Va tenir una molt bona recepció, lloat per Melody Maker com "una obra mestra psicodèlica ... un dels àlbums de l'any". A finals de 1993, Porcupine Tree es va iniciar com un quartet de música en directe amb Wilson, Barbieri, el baixista Colin Edwin i l'exbaterista en viu de No-Man, Chris Maitland. En el futur, Wilson seria amistosament anomenat "un dictador benevolent" pels seus companys, ja que, tot i ser l'alma mater del grup, després dels seus primers àlbums es va tornar obert a les idees i establia un marc de referència en què els altres membres podien desenvolupar- i no tocaria res que els fes sentir-se incòmodes. I la resta de membres no se sentien descoratjats en aquesta posició.
Des d'aquí en endavant, Wilson va començar a alternar llançaments de Porcupine Tree i amb els de No-Man. Tot i que No-Man es va retirar de l'actuació en viu el 1994 (i no tornaria a escenaris fins al 2006), la banda va seguir llançant un flux constant d'àlbums amb convidats com Barbieri, Steve Jansen, Robert Fripp, Theo Travis i Pat Mastelotto, i ha mantingut un reconeixement a través dels anys, així com un reconeixement continu de la crítica.
Wilson va continuar explorant els terrenys de la música ambiental i el trance a Porcupine Tree, i va editar The Sky Moves Sideways. També va entrar en les llistes de NME, Melody Maker, i Music Week  i molts fanàtics van començar a anomenar-los com els Pink Floyd dels noranta, una cosa que Wilson rebutjaria:
| «               | No puc evitar-ho. És cert que durant el període de The Sky Moves Sideways vaig realitzar massa en el sentit de satisfer, d'alguna manera, als fans de Pink Floyd que ens escoltaven perquè aquest grup ja no fa més àlbums. D'altra banda, me'n penedeixo". | » |
| — Steven Wilson | |   |

La quarta obra de la banda, Signify, inclouria les primeres composicions i actuacions com a banda completa, que va resultar en menys ús de caixa de ritmes i un so més complet. Pot ser considerat una desviació dels seus predecessors cap a un estil més orientat a les cançons. Després de la publicació de l'àlbum en viu Coma Divine va concloure el seu tracte amb Delerium el 1997. La banda es va traslladar a Snapper i va editar dos àlbums més inclinats al pop, Stupid Dream el 1999 i Lightbulb Sun el 2000. Tots dos van ser considerats èxits per part de la crítica i van incrementar la seva popularitat en l'escena musical underground.

### Atlantic Recordsi inclinació cap almetal
Van passar dos anys fins al seu setè àlbum d'estudi, i mentrestant la banda va canviar novament de segell discogràfic, aquesta vegada signant amb la discogràfica d'alt perfil, Lava. El bateria Chris Maitland va ser reemplaçat pel virtuós instruït en el jazz, Gavin Harrison, mentre que Wilson li va demanar ajuda a un amic de feia alguns anys, el nord-americà John Wesley, per millorar algunes parts de guitarra, i acabaria transformant-se en un guitarrista de suport a totes les futures gires de la banda. In Absentia va ser llançat en 2002, comptant amb un so més pesat que tots els treballs anteriors del grup. Va aparèixer llistat en molts països europeus i roman com un dels àlbums més venuts de Porcupine Tree fins avui.  L'edició especial de 2004 va ser també el seu primer enregistrament a ser llançada en 5.1 surround sound, guanyant el premi a "Millor barreja no orquestral" dels Surround Music Awards 2004 poc després.
El 2005, Porcupine Tree va publicar  Deadwing , un enregistrament inspirat per un guió de pel·lícula escrit per Steven Wilson i el seu amic Mike Bennion. Aquest es va transformar en el primer àlbum de Porcupine Tree a aparèixer en el Billboard 200, entrant a la posició #132. L'àlbum va guanyar el premi "àlbum de l'any" de la revista Classic Rock  i la seva versió  surround  va rebre el premi a la "Millor composició feta per  surround ".
Wilson va començar a escriure el següent àlbum de Porcupine Tree al començament de l'any 2006 a Tel-Aviv, Israel, al mateix temps que treballava en el segon àlbum del seu projecte paral·lel Blackfield. Les composicions van finalitzar a Londres, Regne Unit, el juny de 2006. A l'agost d'aquest mateix any la banda llançaria el seu primer DVD en viu, titulat Arriving Somewhere..., i van començar una gira entre setembre i novembre per promoure-; la primera meitat de cada espectacle estava feta de tot el material nou. Quan la gira va concloure la banda es va dirigir a l'estudi i va acabar l'enregistrament i masterització de l'àlbum. El gener de 2007, la banda va revelar que el títol del disc seria Fear of a blank planet  (una referència deliberada a Fear of a Black Planet de Public Enemy) i el concepte va ser influït per la novel·la de Bret Easton Ellis, Lunar Park. L'àlbum va arribar a les botigues el 16 d'abril de 2007 a Europa i el 24 d'abril als Estats Units. Les lletres giren entorn sobre problemes comuns del segle XXI com l'alienació tecnològica, violència juvenil, drogues de prescripció, trastorn de dèficit d'atenció i trastorn bipolar.

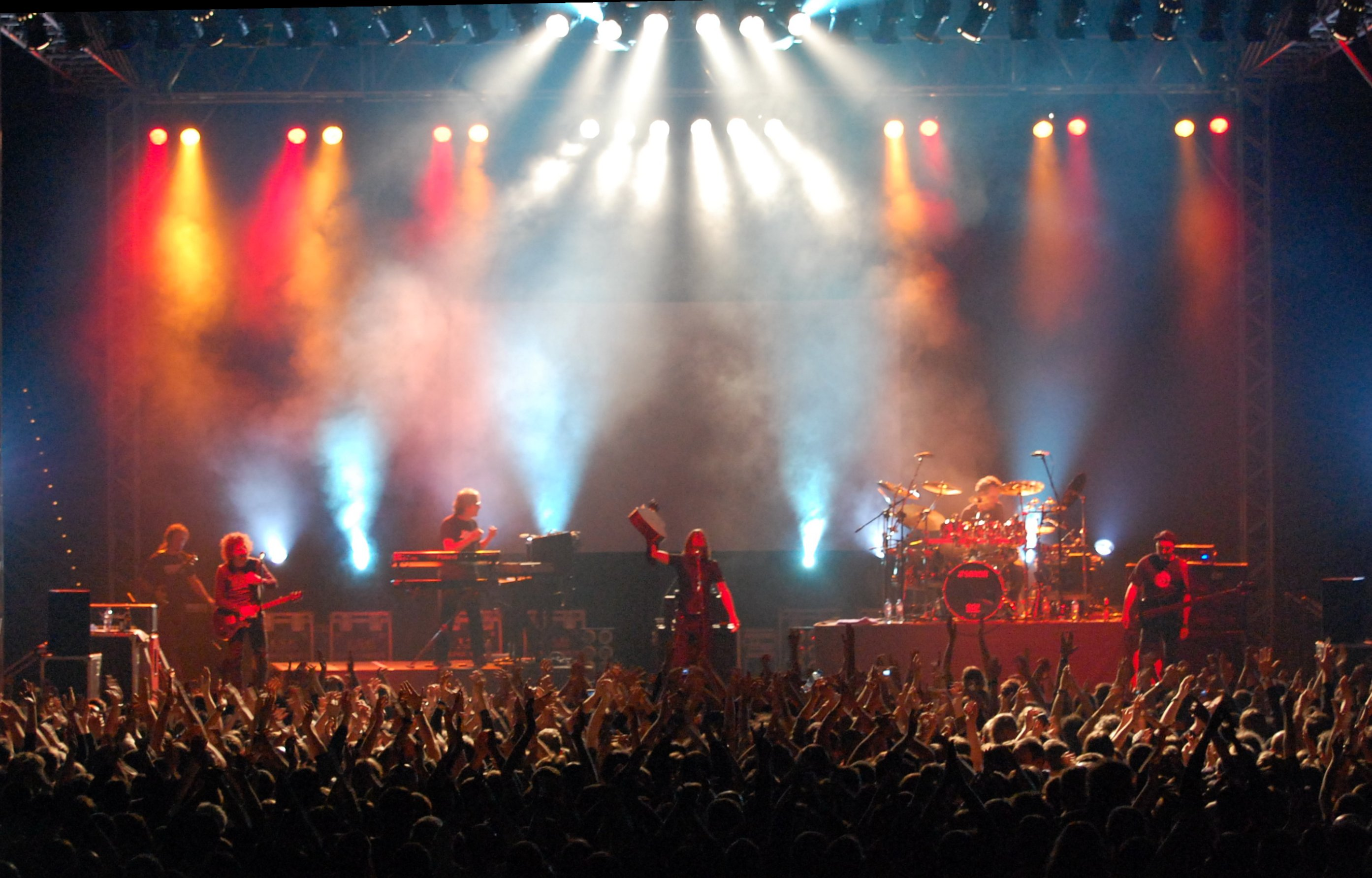
Porcupine Tree el 2007

En un espectacle europeu l'octubre de 2008, Wilson va dir que Porcupine Tree estava començant a treballar en material per al seu següent àlbum amb un ull cap a 2009 per a editar-lo. Més tard es va revelar que el disc es titularia The Incident. Aquest és un doble CD contenint "The Incident", una "cicle de cançons" de 55 minuts, en el primer disc i quatre cançons més curtes en el segon. Va rebre una significativa atenció i cobertura mediàtiques i la banda va aconseguir la seva millor posició en les llistes fins a la data, aconseguint el 5è lloc als Països Baixos, el 9è a Alemanya, el 23è al Regne Unit i el 25è en el Billboard 200 als Estats Units. La gira posterior dels Estats Units i Europa va emfatitzar un gran increment en els seguidors de la banda, amb molts espectacles completament venuts. El senzill de The Incident, "Time Flies" va estar disponible com a descàrrega gratuïta a iTunes durant una setmana a l'octubre de 2009.
Fins aquesta època, Wilson va tenir una alta demanda com a productor i Porcupine va començar a ser citat com una influència en una fornada de nous músics i bandes, com Riverside Leprous i Long Distance Calling.
L'octubre de 2011, enmig de la seva primera gira en solitari per a Grace for Drowning, Wilson va declarar que es reuniria el 2012 amb Porcupine per començar un altre projecte, però al desembre va dir que només estava enfocat en la seva carrera en solitari i no sabia quan tornarien. Algunes de les raons de posar un recés va ser l'esgotament creatiu i sentir que no hi havia idees noves per a la banda, a més del seu interès de treballar amb diferents músics.> Des de llavors no ha tancat la possibilitat d'un retorn de Porcupine Tree, però diu que la seva carrera solista és la seva prioritat i només seria un projecte alternatiu.

### Cançons versionades
Entre 2003 i 2010 Wilson va llançar una sèrie de sis CD de dues pistes, amb el seu propi nom, cada una amb una versió i una cançó original de Steven Wilson (exceptuant en un cas en què va ser un arranjament d'una cançó tradicional). L'elecció dels covers era impredictible per als estils més habituals de Wilson, amb cançons de la cantant canadenca Alanis Morissette, el grup de pop suec ABBA, la banda de rock britànica The Cure, el compositor escocès Momus, Prince, i el cantautor Donovan. L'objectiu era donar-li una nova perspectiva a temes que ell considera fantàstics, però que els amants de la música solen descartar, en part per la gran popularitat i polèmica d'aquests artistes. El juny de 2014 va publicar un àlbum recopilatori Cover Version que reuneix totes les cançons anteriorment mencionades.
Separadament de les Cover Versions, Steven també va contribuir a una reinterpretació de la cançó "Stoneage Dinosaur" de Cardiacs per al recopilatori Leader of the Starry Skies: A Tribute to Tim Smith, Songbook 1 el desembre de 2010, que va servir com una recaptació de fons per al seu líder Tim Smith, qui en aquells moments estava hospitalitzat.

## Discografia
En solitari
- 2008: Insurgentes
- 2011: Grace for Drowning
- 2013: The Raven that Refused to Sing (and other stories)
- 2014: Cover Version
- 2015: Hand. Cannot. Erase.
- 2016: 4 ½
- 2017: To the Bone
- 2021: The Future Bites
- 2023: The Harmony Codex
- 2025: The Overview

Porcupine Tree
- 1991: On the Sunday of Life...
- 1993: Up the Downstair
- 1995: The Sky Moves Sideways
- 1996: Signify
- 1999: Stupid Dream
- 2000: Lightbulb Sun
- 2002: In Absentia
- 2005: Deadwing
- 2007: Fear of a Blank Planet
- 2009: The Incident
- 2022: Closure / Continuation

Bass Communion
- 1998: I
- 1999: II
- 1999: Atmospherics
- 2001: III
- 2004: Ghosts on Magnetic Tape
- 2005: Indicates Void
- 2006: Loss
- 2008: Pacific Codex
- 2008: Molotov and Haze
- 2009: Chiaroscuro
- 2011: Cenotaph
- 2017: Sisters Oregon

Blackfield
- 2004: Blackfield
- 2007: Blackfield II
- 2011: Welcome to My DNA
- 2013: Blackfield IV
- 2017: Blackfield V
- 2020: For the Music

No-man
- 1993: Loveblows & Lovecries - A Confession
- 1994: Flowermouth
- 1996: Wild Opera
- 2001: Returning Jesus
- 2003: Together We're Stranger
- 2008: Schoolyard Ghosts
- 2019: Love You To Bits'

Incredible Expanding Mindfuck
- 1996: I.E.M.
- 1999: An Escalator to Christmas
- 2001: Arcadia Son
- 2001: I.E.M. Have Come for Your Children
- 2005: I.E.M. 1996-1999
- 2010: Complete I.E.M.

Storm Corrosion
- 2012: Storm Corrosion